# Morgen kommt der Weihnachtsmann
Morgen kommt der Weihnachtsmann è un tradizionale canto natalizio tedesco, il cui testo è stato scritto nel 1835 da August Heinrich Hoffmann von Fallersleben (l'autore del testo dell'inno tedesco) ed è stato pubblicato per la prima volta nel 1837. Il brano è solitamente accompagnato dalla melodia della canzone popolare francese del XVIII secolo Ah! vous dirai-je, maman.

## Storia
Il testo del brano apparve per la prima volta nel 1837 nell'almanacco curato da Adelbert von Chamisso Musenalmanach für das Jahr 1837.
Sempre nello stesso anno, Hoffmann incaricò il suo collaboratore, il musicista Ernst Heinrich Leopold Richter di comporre una melodia che si adattasse al brano. La melodia composta da Richter, uscita nella raccolta Unterrichtlich geordnete Sammlung von ein-, zwei-, drei- und vierstimmigen Sätzen, Liedern, Canons und Chorälen, pubblicata a Breslavia, non riuscì però ad attecchire presso il grande pubblico e venne così ben presto sostituita da quella di Ah! vous dirai-je, maman (utilizzata anche da Wolfgang Amadeus Mozart).
Il brano rimase popolare fino agli inizi del Novecento, quando apparve, tra l'altro, in alcuni libri scolastici, tra cui Lieder für Kinder, 1.-3. Schuljahr, pubblicato nel 1912. In seguito, la sua popolarità andò scemando, probabilmenti per i riferimenti nel testo alla terminologia militare.
Sotto il Terzo Reich, il brano apparve nel 1937 nella raccolta Liederbuch für die NS-Frauenschaften. Nel 1943, il brano venne pubblicato nella raccolta Fünfzig Kinderliedern con la melodia di Richter.
Il brano tornò a riacquisire poplarità al termine della seconda guerra mondiale, in particolare dopo l'uscita di una versione del testo ampliata e rimaneggiata da Hilger Schallehn, che "spogliò" il testo della terminologia militare. Il testo di Schallehn divenne quindi quello usato comunemente.

## Testo

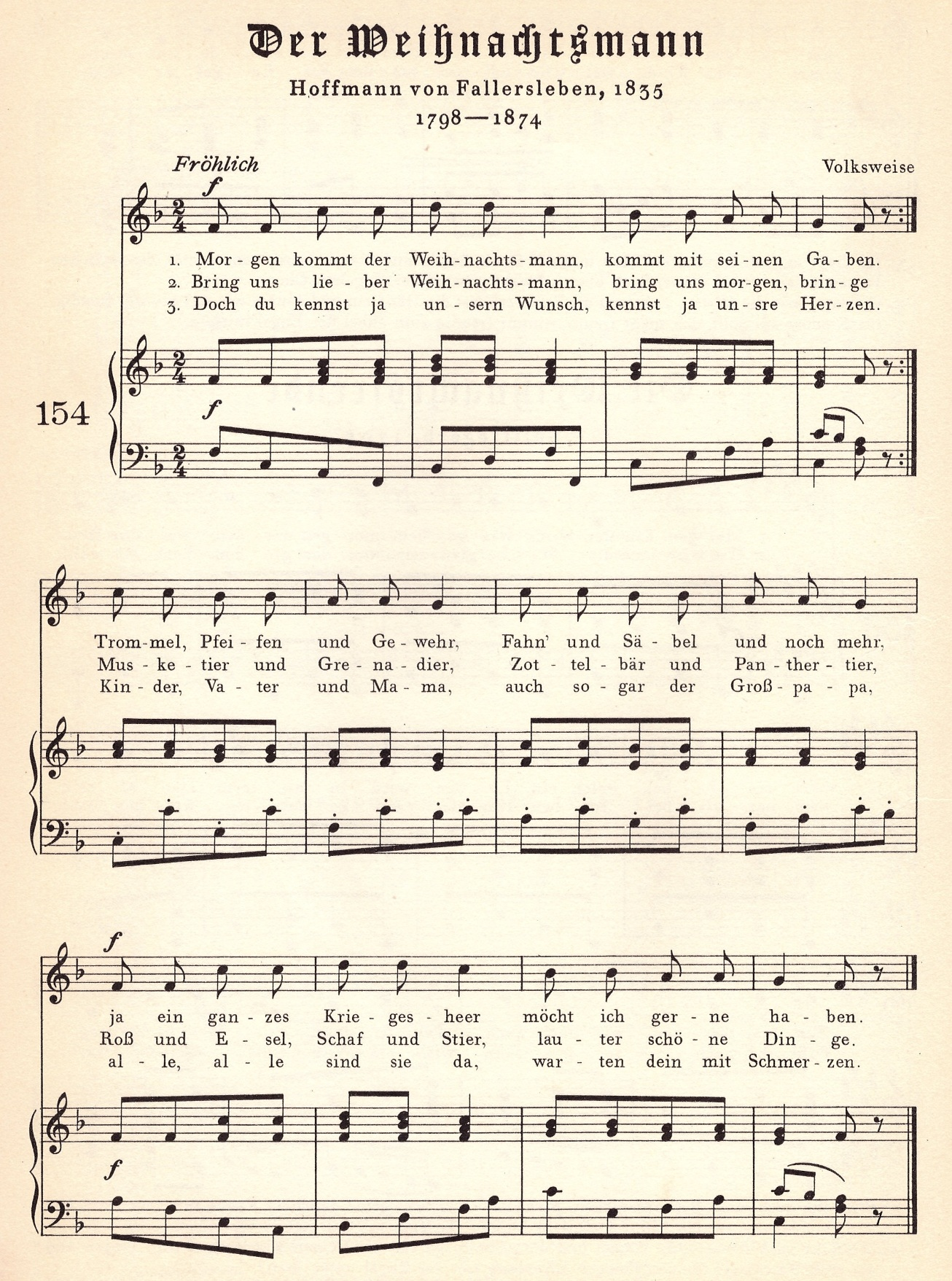
Spartito del brano tratto dalla raccolta curata Max Friedlaender e pubblicata a Lipsia nel 1920 ca. Deutscher Liederschatz. Die schönsten Weisen der alten Sammlung Ludwig Erks. Neu bearbeitet, durch hundert Lieder vermehrt und mit ausführlichen Anmerkungen

La versione originale del brano si compone di tre strofe.
Il testo parla dei desideri di un bambino, che si immagina i doni che gli porterà Babbo Natale.
Di seguito, viene data la versione originale di Hermann, in cui, tra i desideri del bambino, compaiono vari oggetti che fanno riferimento al campo militare.
Versione originale
Morgen kommt der Weihnachtsmann,

Kommt mit seinen Gaben.

Trommel, Pfeife und Gewehr,

Fahn und Säbel und noch mehr,

Ja ein ganzes Kriegesheer,

Möcht' ich gerne haben.

Bring' uns, lieber Weihnachtsmann,

Bring' auch morgen, bringe

Musketier und Grenadier,

Zottelbär und Panthertier,

Roß und Esel, Schaf und Stier,

Lauter schöne Dinge.

Doch du weißt ja unsern Wunsch,

Kennst ja unsre Herzen.

Kinder, Vater und Mama,

Auch sogar der Großpapa,

Alle, alle sind wir da,

Warten dein mit Schmerzen.

## Versioni (lista parziale)
Tra gli artisti che hanno inciso il brano Morgen kommt der Weihnachtsmann, figurano (in ordine alfabetico):
- Tom Angelripper (nell'album Ich glaub' nicht an den Weihnachstmann del 2000)
- Roberto Blanco (nell'album Weihnachten in aller Welt del 1971)[4]
- Heino (nell'album Deutsche Weihnacht ...und festliche Lieder del 1974)[5]
- Heintje (1968)[6]
- Andrea Jürgens (nell'album Weihnachten mit Andrea Jürgens - Meine 20 schönsten Weihnachtslieder del 1979) [7]
- James Last (nell'album Christmas Dancing del 1966)[8]
- Tony Marshall (nell'album Weihnachten mit Tony Marshall del 1984)[9]
- Die Schlümpfe (nell'album Frohe Schlumpfen-Weihnacht del 1998)[10]
- Vico Torriani con il coro Erich Bender e l'orchestra di Arno Flor (nell'album Weihnacht in Europa del 1966)[11]
- Unheilig (nell'album Frohes Fest del 2002)[12]

## Adattamenti
- Il testo del brano è stato rielaborato nel 1968 da Dieter Süverkrüp, che lo ha inciso in un EP natalizio dal titolo Stille Nacht, allerseits - Dieter Süverkrüp singt garstige Weihnachtslieder[13][14]